# Villechenève
Villechenève település Franciaországban, Rhône megyében. Lakosainak száma 908 fő (2022. január 1.). Villechenève Affoux, Panissières, Violay, Chambost-Longessaigne, Longessaigne és Montrottier községekkel határos.

## Népesség
A település népessége az elmúlt években az alábbi módon változott:
| Lakosok száma | 893  | 894  | 909  | 883  | 879  | 881  | 880  | 894  | 908  |
|               | 2013 | 2015 | 2016 | 2017 | 2018 | 2019 | 2020 | 2021 | 2022 |